# بوغاتي
بوغاتي هي شركة فرنسية لصنع السيارات وبعض قطع الطائرات، أنشئت عام 1909 أنشأها رجل إيطالي يسمى إيتور بوجاتي في مدينة مولشيم شمال فرنسا.

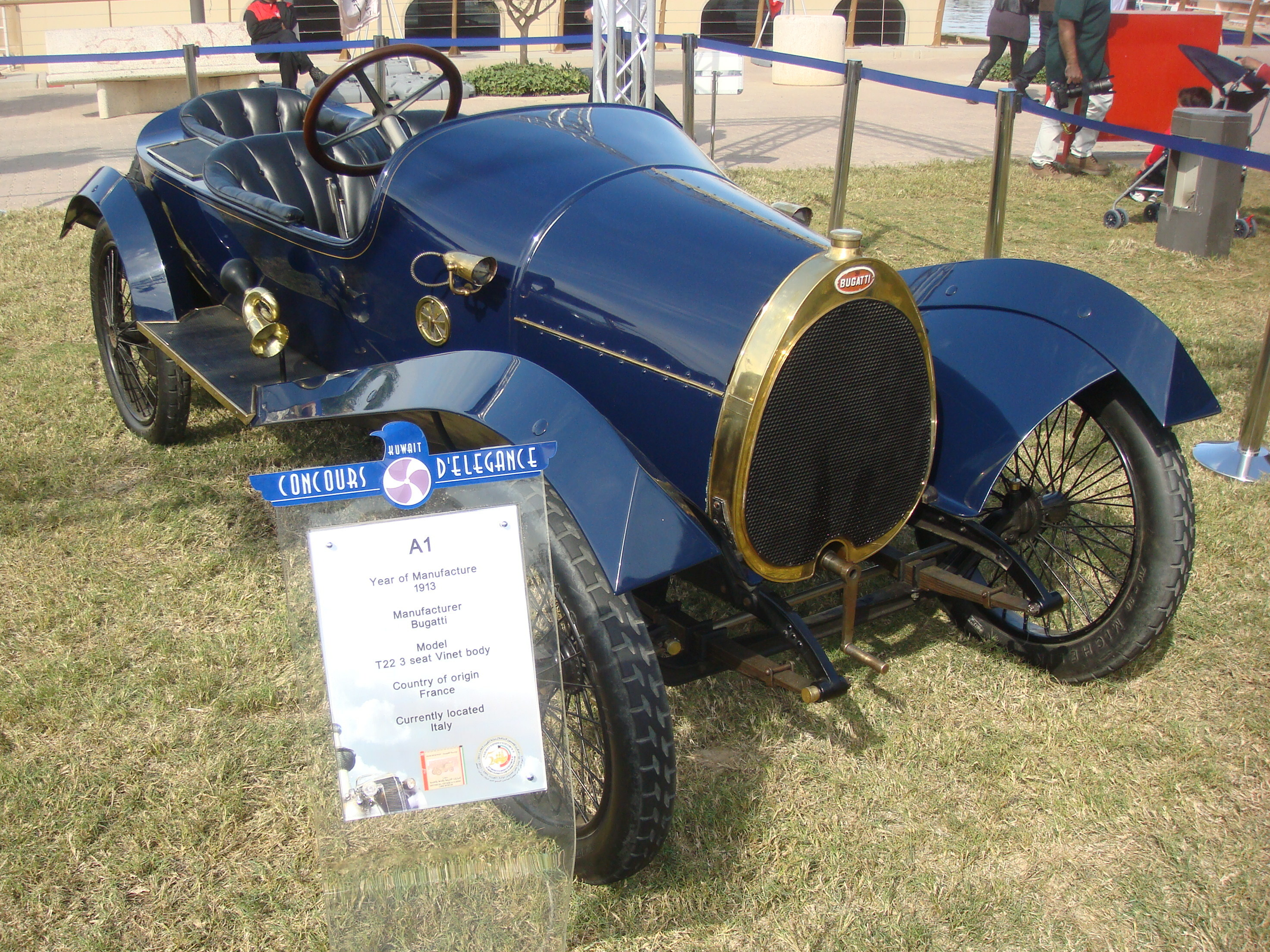
بوجاتي فايرون 1913, model T22, 3 seat vinet body عرضت في مهرجان هلا فبرير، الكويت, 2011

كانت شركة بوجاتي في الأصل شركة لصنع السيارات السريعة ولكنها فشلت في بداية الحرب العالمية الثانية
كباقي الشركات في ذلك الوقت ووقعت الشركة في ضائقة مالية لذلك أصدرت اخر موديل لسياراتها عام 1950، واتجهت إلى صناعة الطائرات، واليوم هي مملوكة لصالح مجموعة فولكس فاجن وتصنع العديد من السيارات، مثل بوجاتي فيرون وهي من أسرع السيارات في العالم.

## بوغاتي فيرون 2009
في عام 2005 أطلقت شركة بوغاتي التابعة لمجموعة فولكس واغن الألمانية أقوى سيارة رياضية في العالم، واختارت لها اسم فيرون، وتمّ بناء هذه السيارة في مدينة مولزايم الفرنسية القريبة من مدينة ستراسبورغ، حيث تتمتع هذه السيارة الخارقة بمحرك وسطي خارق مكون من 16 اسطوانة بأربعة شواحن توربينية يولد قوة 1001 حصان ويحقق سرعة قصوى تصل إلى 407 كم/س.
ويبلغ سعرها 1.7 مليون دولار.تتمتع سيارة بوغاتي فيرون بشكل خارجي رياضي من الدرجة الأولى، حيث تظهر فيرون الخارقة بغطاء صندوق أمامي قصير يتصل بشبك أمامي ضخم يتوسطه شعار بوغاتي، وبأضواء أمامية طولية عالية الأداء من نوع زينون. وتتميز بوغاتي فيرون أيضاً من الجوانب بفتحات هواء كبيرة عند العجلات الخلفية لتبريد محرك هذه السيارة الجبار. أما من الخلف فتتمتع فيرون بمحرك غير مغطى ذي فتحتي هواء طوليتين، وبأضواء دائرية صغيرة، وبجناح هواء كبير للمساعدة على تخفيف سرعة السيارة عند الكبح والمحافظة على توازنها، بالإضافة إلى مخرج العادم الرياضي الرباعي الذي يتوسط الصادم الخلفي العريض. تتمتع المقصورة الداخلية لطراز بوغاتي فيرون بتصميم رياضي بسيط وأنيق، فقد زودت فيرون بعدادات رياضية مزينة بالكروم، وبعجلة قيادة صغيرة الحجم من الجلد، بالإضافة إلى مقاعد حاضنة من الجلد أيضا يتم التحكم بها كهربائياً ومزودة بخاصية التدفئة.
وتتمتع بوغاتي فيرون أيضاً بكونسول وسطي يشبه الشبك الأمامي، يحتوي على عدد من الأزرار التي تمكنك من التحكم بنظام الموسيقى ونظام التكييف وتشغيل وإيقاف المحرك بالإضافة إلى أزرار التحكم بالجناح الخلفي ونظام الانطلاق.
- بوغاتي فيرون غراند سبورت 2009 : كشفت شركة بوغاتي عن النسخة المكشوفة من طراز فيرون الخارق عام 2009 وأسمتها فيرون غراند سبورت، حيث يختلف هذا الطراز عن طراز فيرون العادي بسقفه القماشي القابل للكشف، والذي يتم يتم فتحه وإغلاقه يدوياً، لينتهي به المطاف داخل صندوق الأمتعة الأمامي الصغير لهذه السيارة الرياضية الفائقة السرعة. تتمتع سيارة بوغاتي فيرون غراند سبورت، بشكل خارجي رياضي لايختلف كثيراً عن الطراز الأساسي، حيث تتمتع هذه السيارة السوبر رياضية، بغطاء صندوق أمامي صغير يتصل بالشبك الأمامي الضخم الذي يتوسطه شعار بوغاتي، وبالأضواء الأمامية الطولية من نوع زينون والمزودة بتقنية LED النهارية.وتتميز بوغاتي فيرون غراند سبورت أيضاً من الجوانب بفتحات هواء كبيرة عند العجلات الخلفية لتبريد محرك هذه السيارة الجبار. أما من الخلف فتتمتع غراند سبورت بمحرك غير مغطى ذي فتحتي هواء طوليتين، وبأضواء دائرية صغيرة، وبجناح هواء لزيادة قدرة مكابح هذه السيارة الخارقة، بالإضافة إلى مخرج العادم الرياضي الرباعي الذي يتوسط الصادم الخلفي العريض. تتمتع المقصورة الداخلية لطراز بوغاتي فيرون غراند سبورت بتصميم رياضي وعصري، فقد زودت هذه النسخة المكشوفة بعدادات رياضية مزينة بالكروم، وبعجلة قيادة من الجلد، بالإضافة إلى مقاعد حاضنة من الجلد يتم التحكم بها كهربائياً ومزودة بخاصية التدفئة.

وتتمتع بوغاتي غراند سبورت أيضاً بكونسول وسطي يشبه الشبك الأمامي، يحتوي على عدد من الأزرار التي تمكنك من التحكم بنظام الموسيقى ونظام التكييف وتشغيل وإيقاف المحرك بالإضافة إلى أزرار التحكم بالجناح الخلفي ونظام الانطلاق.

## بوغاتي فيرون سوبر سبورت 2011
في عام 2011 كشفت شركة بوغاتي التابعة لمجموعة فولكس واغن الألمانية النقاب عن النسخة الخارقة سوبر سبورت، والتي تعد النسخة الاقوى من طراز فيرون الاساسي، حيث زودت بمحرك اعلى اداء وشكل خارجي أكثر رياضية وشراسة. ويبلغ سعر بوغاتي فيرون سوبر سبورت 3,587,000 دولار، ويظهر الشكل الخارجي لطراز بوغاتي سوبر سبورت بتصميم هجومي عنيف، حيث تمتلك هذه السيارة الخارقة شبكاً أمامياً أسود اللون، وأضواء طولية نوع زينون مزودة بخاصية LED النهارية، وتم إضافة فتحات هواء أسفل هذه الاضواء لزيادة ديناميكية الهواء. وتتميز بوغاتي سوبر سبورت من الجوانب بفتحات هواء كبيرة آخر الابواب تحتوي على مبرّد المحرك. أما من الخلف فتتميز سوبر سبورت عن شقيقاتها بغطاء المحرك انسيابي الشكل وبالأضواء الخلفية الدائرية، وبجناح هواء كبير وخفي، يظهر عند الضغط على المكابح عند السرعات العالية، ليحافظ على توازنها، بالإضافة إلى مخارج العادم الثنائية الرياضية المطلية بالكروم وسط الصادم الكبير. تتميّز المقصورة الداخلية لطراز بوغاتي فيرون سوبر سبورت عن شقيقاتها بأنها تتمتع بروح أكثر رياضية وأناقة، حيث تتمتع بعجلة قيادة أنيقة من الجلد، وعدادات رياضية واضحة الرؤيا محاطة بالكروم، بالإضافة إلى مقاعد من الجلد مزخرفة بتطريزات ملونة. كما وتتمتع بوغاتي سوبر سبورت بكونسول وسطي بسيط منساب إلى الأسفل، يحتوي على عدد من الأزرار التي تمكنك من التحكم بنظام الموسيقى ونظام التكييف بالإضافة إلى زر تشغيل وإيقاف المحرك وزر تفعيل نظام التحكم بالانطلاق، وزر التحكم بالجناح الخلفي الهيدروليكي.
واحتلت بوغاتي فيرون سوبر سبورت المركز الأول ضمن قائمة أسرع سيارات في العالم 2014/2015.

## وصلات خارجية
- الموقع الرسمي